# Конда (язык)
Конда (конда-дора, куби) — язык народа порджа, относящийся к дравидийской семье языков. Распространён в Индии в штатах Андхра-Прадеш, Орисса, Ассам. Используется письменность телугу. Количество говорящих — 20 000 человек (2007 год). Уровень грамотности среди говорящих на конда колеблется от 29 до 44 %. Для многих порджа родным языком является язык телугу. Племя порджа относится к адиваси — аборигенному населению Индии.